# William A. Moffett

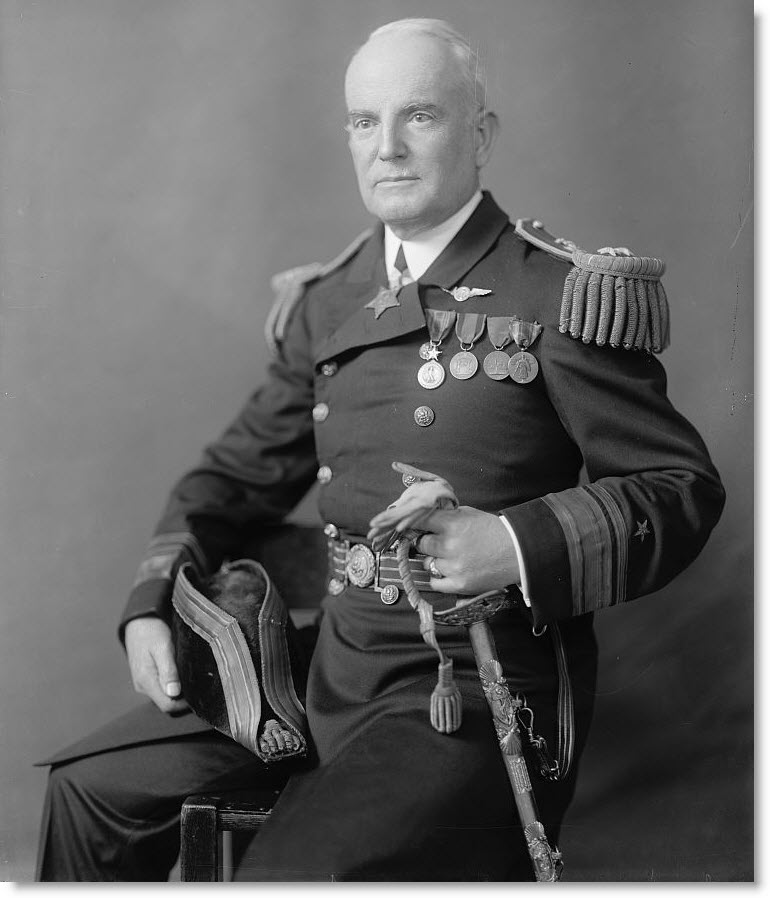
William A. Moffett (1929)

William Adger Moffett (* 31. Oktober 1869 in Charleston, South Carolina; † 4. April 1933 im Nordatlantik) war ein US-amerikanischer Konteradmiral und gilt als Architekt der Marinefliegerei der United States Navy.

## Leben
Moffett war der Sohn von George Hall Moffett, ein Veteran des Sezessionskriegs, und dessen Frau Elizabeth Henry Simonton. 1886 besuchte er die Marineschule, die er 1890 erfolgreich abschloss. Während des Spanisch-Amerikanischen Krieges diente er auf der USS Charleston und nahm am 1. Mai 1898 an der Schlacht in der Bucht von Manila teil. Im Juni 1902 heiratete er Jeanette Beverly Whitton, Tochter von James Fenwick Whitton und Frances Mary Beverly. Sie hatten sechs Kinder, drei Jungen und drei Mädchen, darunter Janet Whitton Moffett (1903–1958) und William Adger Moffett, Jr. (1910–2001). Letzterer wurde ebenfalls Admiral der Marine. Moffetts Enkel Charles S. Moffett war ein bedeutender Kunsthistoriker.
Nach seiner Beförderung zum Commander im Jahr 1911 wurde er 1913 zum Kommandanten der USS Chester ernannt.
Für seine Führung der USS Chester während einer Nachtlandung am 21. April 1914 zur Besetzung der mexikanischen Stadt Veracruz wurde ihm im Dezember 1915 die Medal of Honor verliehen.
Während des Ersten Weltkrieges führte Moffett im Rang eines Kapitäns den Marineausbildungsstützpunkt Great Lakes Naval Training Center in der Nähe von Chicago und stellte dort ein Ausbildungsprogramm für Piloten auf. Während seines Kommandos auf dem Schlachtschiff Mississippi von 1918 bis 1921 unterstützte er die Bildung einer fliegenden Aufklärungseinheit auf dem Schiff.

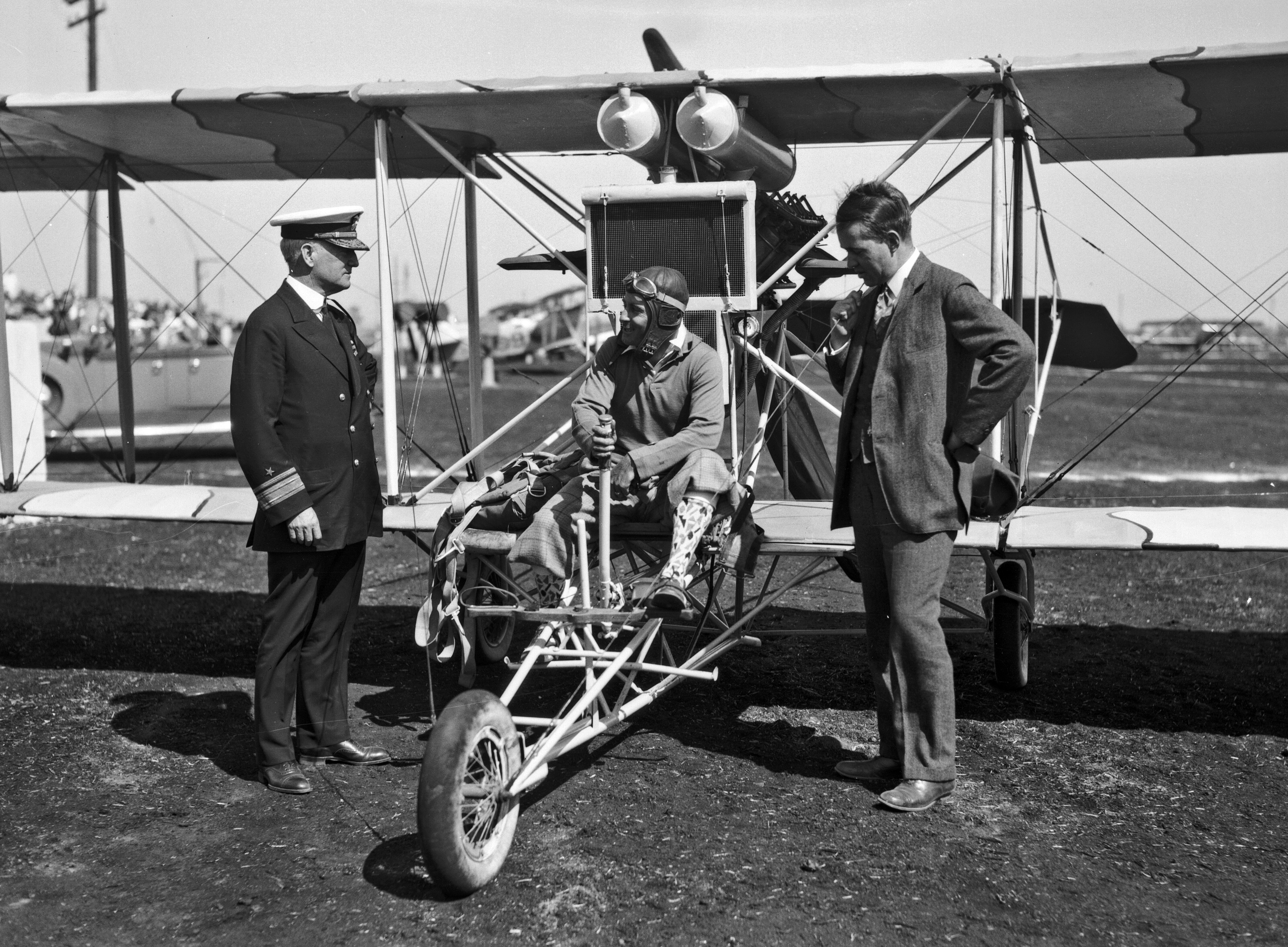
Moffett (links) mit Al Wilson und Edward P. Warner (1928)

Sein bedeutendster Dienst begann 1921, als er am 7. März Direktor der Marineluftfahrt wurde. Obwohl er selbst nie Flieger war, wurde Konteradmiral Moffett am 25. Juli 1921 erster Leiter des Büros für Aeronautik, das er bis zu seinem Tod führte. Dieser Verwendung verdankt er seinen Spitznamen „Air Admiral“.
Er koordinierte die Entwicklung von Taktiken für Marineflieger, die Einführung von Flugzeugträgern in die US-Marine und die Zusammenarbeit mit der zivilen Luftfahrtindustrie. Durch geschickte Nutzung von Beziehungen konnte er die Marinefliegerei gegenüber Billy Mitchell behaupten, der sich dafür aussprach, alle Flugzeuge einer zentralen Air Force (dt.: Luftwaffe) zu unterstellen.
Moffett war ein Befürworter von Luftschiffen. Er starb beim Absturz des Luftschiffs ZRS-4 USS Akron vor der Küste New Jerseys am 4. April 1933. Er wurde auf dem Nationalfriedhof Arlington neben seiner Frau Jeanette Whitton Moffett begraben. Ihr gemeinsamer Sohn William A. Moffett, Jr. war ebenfalls Admiral der Marine.
In Gedenken an Moffett wurde der Marinefliegerstützpunkt (eng.: Naval Air Station, NAS) Sunnyvale in Kalifornien, die er mit aufgebaut hat, bald nach seinem Tod in Moffett Field NAS umbenannt (heute Moffett Federal Airfield im Besitz des NASA Ames Research Center).
Ebenfalls ihm zu Ehren wurde der Zerstörer DD-362 USS Moffett getauft. Zudem ist er Namensgeber für den Moffett-Gletscher in der Antarktis.